# 拘束性肺疾患
拘束性肺疾患（こうそくせいはいしっかん, 英語: restrictive lung disease）とは、呼吸器疾患の一つで、肺の容積減少に伴う肺活量の減少を主徴候とするものを指す。間質性肺炎がその代表であり、続発性の拘束性肺疾患を除けば、両者はほぼ等価である。
共通の所見として動脈血酸素分圧の低下、動脈血二酸化炭素（ガス）分圧の増加、ベルクロラ音（有響性の捻髪音）、%肺活量低下などが挙げられるが、1秒率に変化があらわれないという特徴を持つ。突発性間質性肺炎（肺線維症）、サルコイドーシス、塵肺等が含まれる。